# Billboard Music Awards
Les Billboard Music Awards (BMA's) est l'une des cérémonies musicales les plus prestigieuses de remise de prix aux États-Unis (parmi les autres, on trouve les American Music Awards, les Grammy Award et les Roll Hall of Fame Induction Ceremony).
Les BMA's sont tenus annuellement depuis 1990 et récompensent les artistes nommés par le magazine Billboard.

## Les catégories
En 2011 les prix ont été renommés « Top [nom du prix] ». La partie « de l'année » n'existe plus.
À partir de 2017, il y a deux catégories pour lesquelles le public vote.
- Meilleur Artiste
- Meilleur Nouvel Artiste
- Meilleur Artiste Masculin
- Meilleure Artiste Féminine
- Meilleur Duo/Groupe
- Meilleur Artiste en tournée
- Meilleur Artiste du Billboard 200
- Meilleur Album du Billboard 200
- Meilleur Artiste du Hot 100
- Meilleure Chanson du Hot 100
- Meilleur Artiste pour une chanson de radio
- Meilleure chanson de radio
- Meilleur Artiste pour une chanson numérique
- Meilleure chanson numérique
- Meilleur artiste sur les réseaux sociaux
- Meilleur artiste en streaming
- Meilleure chanson en streaming (audio)
- Meilleure chanson en streaming (vidéo)
- Meilleur artiste
- Meilleure chanson Electro
- Meilleur album Electro
- Meilleur artiste rock
- Meilleure chanson rock
- Meilleur album rock
- Billboard Milestone Award
- Icon Award

## Artistes de l'année
- 1989 - George Michael
- 1990 - MC Hammer
- 1991 - Michael Jackson
- 1992 - Garth Brooks
- 1993 - Whitney Houston
- 1994 - Ace of Base
- 1995 - TLC
- 1996 - Alanis Morissette
- 1997 - LeAnn Rimes
- 1998 - Usher
- 1999 - Backstreet Boys
- 2000 - Destiny's Child
- 2001 - Destiny's Child
- 2002 - Nelly
- 2003 - 50 Cent
- 2004 - Usher
- 2005 - 50 Cent
- 2006 - Chris Brown
- 2009 - Beyoncé
- 2010 - Barbra Streisand
- 2011 - Lady Gaga
- 2012 - Adele
- 2013 - Taylor Swift
- 2014 - Justin Timberlake
- 2015 - Taylor Swift
- 2016 - Justin Bieber
- 2017 - BTS
- 2018 - Janet Jackson

## Billboard Century Awards
- George Harrison, 1992
- Buddy Guy, 1993
- Billy Joel, 1994
- Joni Mitchell, 1995
- Carlos Santana, 1996
- Chet Atkins, 1997
- James Taylor, 1998
- Emmylou Harris, 1999
- Randy Newman, 2000
- John Mellencamp, 2001
- Annie Lennox, 2002
- Sting, 2003
- Stevie Wonder, 2004
- Tom Petty, 2005
- Tony Bennett, 2006